# Характеристичне рентгенівське випромінювання

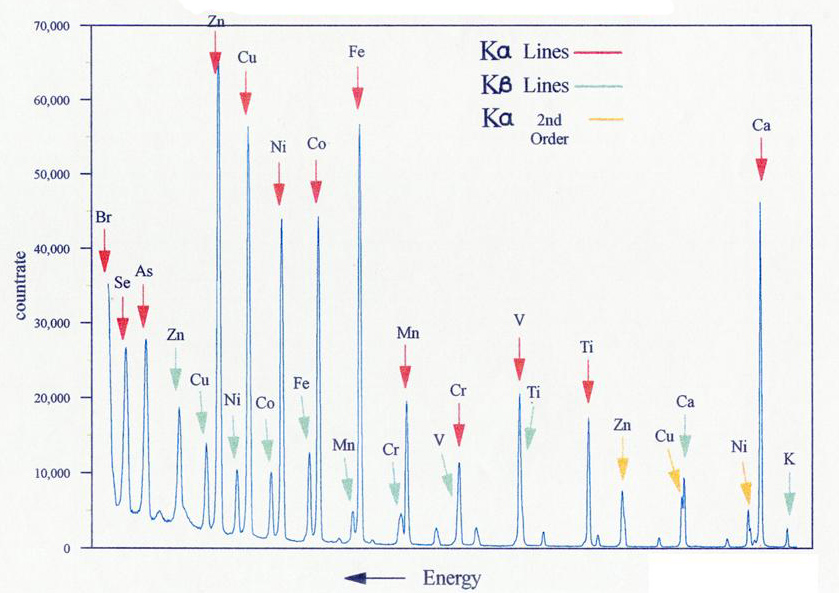
Типова картина характеристичного рентгенівського спектру сплаву

Характеристичне рентгенівське випромінювання - лінійчаста складова спектру рентгенівського випромінювання, характерна для кожного хімічного елемента, основа для рентгенофлуоресцентного аналізу.

## Фізична природа
Характеристичне рентгенівське випромінювання виникає при вибиванні електрона із внутрішньої електронної оболонки атома. На наступному етапі один із електронів зовнішніх оболонок переходить на внутрішню із випромінюванням кванта світла. Частота цього кванта лежить у рентгенівському діапазоні електромагнітного спектру. 
Слово характеристичне в назві пояснюється тим, що для кожного хімічного елемента властиві свої частоти випромінювання. Ці частоти не залежать або дуже слабо залежать від того, до складу якої хімічної сполуки входить елемент, і, таким чином, можуть служити основою для ідентифікації хімічних елементів, визначення хімічного складу сплавів, мінералів, порід тощо. 
Характеристичне випромінювання має пороговий характер і з'являється на тлі суцільного спектру, зумовленого гальмівним випромінюванням. Для появи характеристичного випромінювання електрон, що налітає на анод в рентгенівській трубці, повинен мати енергію, вищу від деякого порогового значення, залежного від матеріалу анода. Фізично це зумовлене тим, що енергія електрона повинна бути достатньою для вибивання електрона із внутрішньої оболонки.

## Серії
Спектр випромінювання розбивається на серії. Найбільш короткохвильова з цих серій позначається літерою K, а окремі лінії в цій серії грецькими літерами. Так, К-серія складається із трьох ліній Kα, Kβ, Kγ. Наступні серії позначаються літерами L, M та N. Для легких хімічних елементів існує тільки K-серія, інші серії з'являються у важчих елементів, що пояснюється існуванням більшого числа внутрішніх електронних оболонок. K-серія зумовлена переходами на оболонки, найближчі до ядра атома. Окремі лінії в K-серії зумовлені переходами із різних зовнішніх електронних оболонок.
Частоти серій характеристичного рентгенівського випромінювання різних хімічних елементів укладаються на емпірично визначену криву, яка носить назву закону Мозлі.